# Chiesa della Visitazione di Maria Vergine e di San Barnaba
La chiesa della Visitazione di Maria Vergine e di San Barnaba è una costruzione seicentesca del quartiere Mirafiori Sud di Torino.

## Storia e descrizione

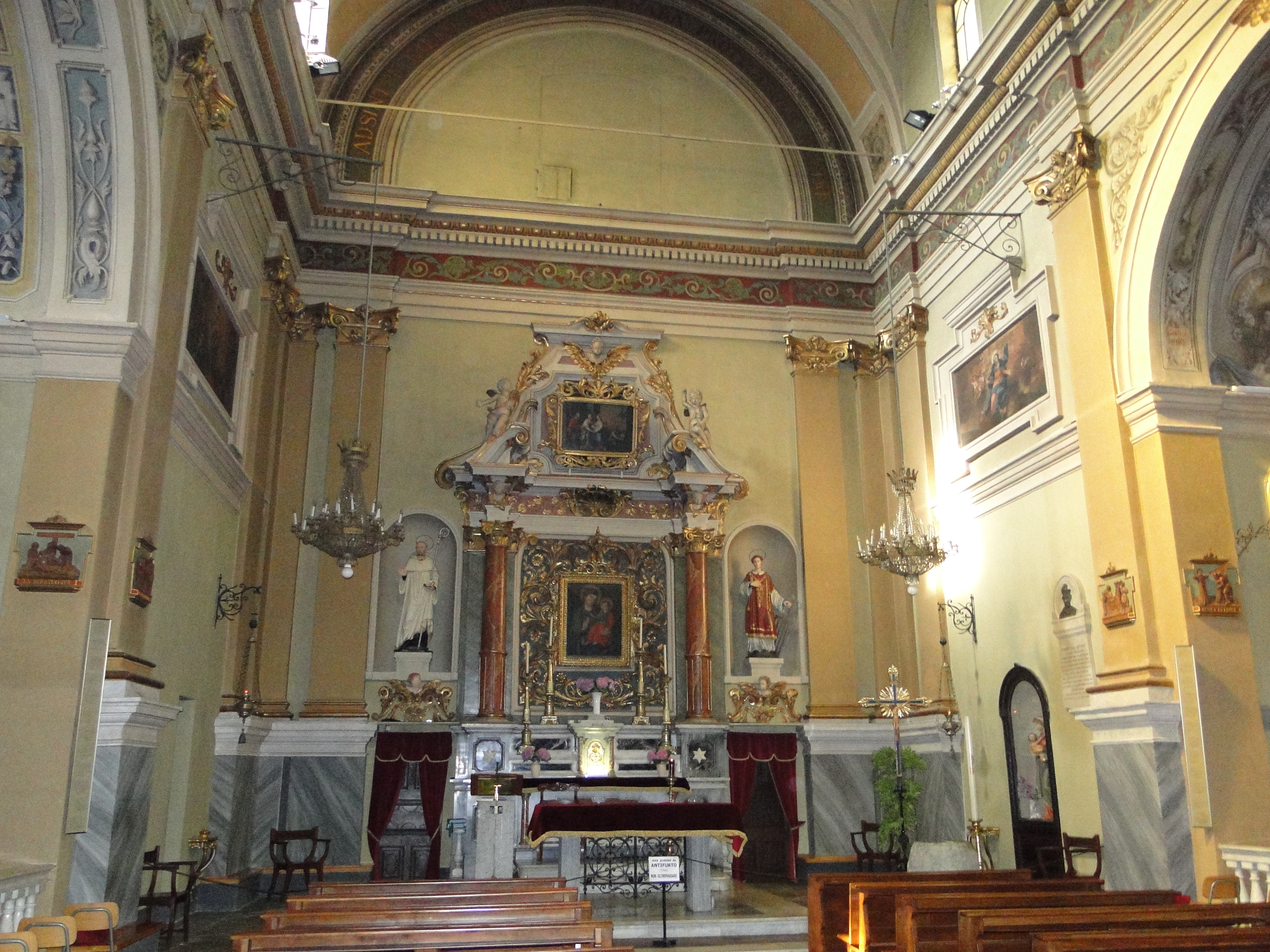
Interno della chiesa della Visitazione e di san Barnaba

La fondazione della chiesa e dell'annesso convento avvenne nel 1617, per iniziativa del duca Vittorio Amedeo I di Savoia. La chiesa nacque come esempio di stile barocco rustico; la facciata è in ammattonato senza arricciatura.
La pianta è a croce greca, composta da una navata centrale e da due cappelle laterali, quella sulla destra dell'ingresso dedicata a san Bernardo, mentre quella a sinistra a san Barnaba.
Presso l'altare di quest'ultima venne sepolta la contessa di Mirafiori, Rosa Vercellana detta la Bela Rosin, sposa morganatica di Vittorio Emanuele II, il cui blasone venne dipinto sul soffitto.
La chiesa venne eretta a parrocchia nel 1724.
Una scossa sismica durante il terremoto del 5 gennaio 1980 fece crollare il campanile della parrocchia, danneggiando inoltre seriamente parte del convento.
Ad oggi è ancora sede di funzioni religiose, anche se sul retro è stata costruita una chiesa parrocchiale più moderna sempre dedicata a San Barnaba.